# Sergio Reguilón
Sergio Reguilón Rodríguez (Madri, 16 de dezembro de 1996) é um futebolista espanhol que atua como lateral-esquerdo. Atualmente está sem clube.

## Carreira

### Logroñés
Tendo chegado às categorias de base do Real Madrid em 2005, vindo do EFM Villalba, Reguilón profissionalizou-se em 2015, aos 18 anos. Promovido ao Real Madrid Castilla (time reserva dos merengues), participou de 18 jogos em sua primeira temporada como profissional, e posteriormente foi emprestado ao Logroñés, da Segunda División B (que, apesar do nome, é a terceira divisão nacional), onde atuou em nove jogos. Para a temporada 2016–17, continuou emprestado ao clube riojano — desta vez, foram 30 partidas disputadas e oito gols. Seu desempenho não foi suficiente para que o Logroñés conquistasse o acesso à Segunda Divisão.[carece de fontes?]

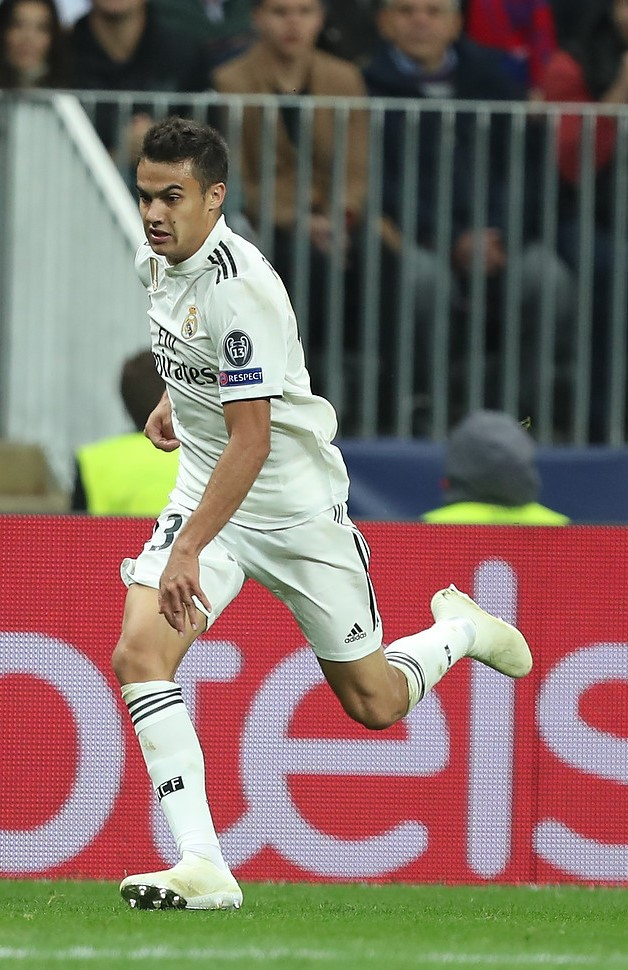
Reguilón durante uma partida contra o CSKA Moscou em 2018, em sua estreia pelo Real Madrid

### Real Madrid
Foi novamente integrado ao elenco do Castilla em 2017, tornando-se, inclusive, um de seus capitães. Ao término da temporada, o contrato do lateral-esquerdo foi renovado.
No início da temporada 2018–19, falava-se numa possível integração de Reguilón ao time principal do Real Madrid, oficializada em agosto de 2018, quando o técnico Julen Lopetegui confirmou a inclusão do jogador ao elenco dos merengues. Sua estreia no time principal foi no dia 2 de outubro, contra o CSKA Moscou, numa derrota de 1 a 0 válida pela Liga dos Campeões da UEFA. Já pela La Liga, a estreia foi no dia 3 de novembro, na vitória de 2 a 0 contra o Valladolid.
Em outubro, ao tentar interceptar um passe durante um treino, Reguilón acabou acertando o nariz do zagueiro Sergio Ramos. Irritado, o capitão deu uma bolada no lateral-esquerdo, mas posteriormente pediu desculpas pelo incidente. Dois meses depois conquistou o Mundial de Clubes da FIFA, embora não tenha atuado em nenhuma partida do torneio.
Como era reserva de Marcelo na equipe comanda por Santiago Solari, em julho de 2019 Reguilón foi emprestado ao Sevilla em busca de mais oportunidades.

### Tottenham
Ao lado de Gareth Bale, foi anunciado como novo reforço do Tottenham no dia 19 de setembro de 2020. O clube londrino não divulgou os valores da transferência, mas a imprensa britânica publicou que foram pagos 30 milhões de euros por Reguilón.

### Manchester United
Teve a contratação anunciada pelo Manchester United no dia 1 de setembro de 2023, com Reguilón assinando contrato até o final da temporada. O jogador chegou por empréstimo junto ao Tottenham, com a missão de substituir o lesionado Luke Shaw. Durante sua apresentação, o lateral declarou:
| “ | Na vida você tem que estar pronto para tudo, e eu não poderia recusar a chance de representar esse grande clube, com uma história brilhante. Conversei com o técnico, sei o que precisa de mim, e estou pronto para jogar e ajudar o time a ter sucesso. | ” |

Em 4 de janeiro de 2024, Reguilón teve seu contrato rescindido pelo United. No total pelos Diabos Vermelhos, o jogador disputou 12 partidas somando todas as competições, e não marcou gols nem deu assistências.

## Seleção Nacional
Após ter defendido a Espanha Sub-21 em 2019, Reguilón estreou pela Seleção Espanhola principal no dia 6 de setembro de 2020, sendo titular na goleada por 4 a 0 contra a Ucrânia, válida pela Liga das Nações da UEFA.

## Títulos
Real Madrid
- Copa do Mundo de Clubes da FIFA: 2018[carece de fontes?]

Sevilla
- Liga Europa da UEFA: 2019–20[carece de fontes?]